# Thagria inscripta
Thagria inscripta är en insektsart som beskrevs av Walker 1870. Thagria inscripta ingår i släktet Thagria och familjen dvärgstritar. Inga underarter finns listade i Catalogue of Life.